# Roca del Vell
La Roca del Vell és una muntanya de 322 metres que es troba entre els municipis de Granyena de les Garrigues, a la comarca de les Garrigues i d'Alcanó, a la comarca catalana del Segrià.